# Cielo rojo (canción)
«Cielo rojo» es una canción mexicana del género huapango escrita por el cantautor mexicano Juan Záizar. Es uno de los grandes éxitos de la cantante mexicana Flor Silvestre.
Flor Silvestre la grabó por primera vez en 1957 con el Mariachi Vargas de Tecalitlán para el sello RCA Víctor. En ese mismo año la cantó en su película El ciclón (estrenada en 1958), donde se utilizó como tema musical. En cine la volvió a cantar en 1960 a dúo con Luis Aguilar en la película Juan sin miedo. La grabó por segunda vez en 1961 con el Mariachi México de Pepe Villa para su nuevo sello, Musart; esta versión forma parte del álbum Flor Silvestre con el Mariachi México (1963).
La canción ha sido registrada por su propio autor y su hermano David Záizar, como solistas y con el dúo integrado por ambos, Los Hermanos Záizar.

## Otras versiones
Integra también el repertorio de innumerables intérpretes mexicanos y no mexicanos, como Miguel Aceves Mejía, Estela Núñez, María de Lourdes, Lucía Méndez (que la grabó en italiano con el título de «Cielo rosso»), Lila Downs, David Bustamante, Tania Libertad, Luis Miguel, Mocedades, Regina Orozco, entre muchos otros más.
La canción también ha sido interpretada por dos nietas de Flor Silvestre. La cantante mexicana Majo Aguilar, hija de Antonio Aguilar, hijo, la grabó en 2016 como sencillo y la incluyó en su extended play Tributo (2017). La cantante mexicana Ángela Aguilar, hija de Pepe Aguilar, la grabó en 2018 como sencillo y para su álbum Primero soy mexicana. Flor Silvestre también participó en el video musical de la versión de Ángela.